# Aristarainite
L'aristarainite è un minerale.